# Фрази, Феличе
Феличе Фрази (итал. Felice Frasi; 16 марта 1806, Пьяченца — 8 сентября 1879, Верчелли) — итальянский композитор, органист и музыкальный педагог.
С юных лет учился музыке в своём родном городе, играл на органе. В 16 лет поступил в Миланскую консерваторию, где учился у Бонифацио Азиоли, окончив курс в 1827 году. В том же году дебютировал как композитор на сцене Ла Скала с оперой «Германштадтский лес» (итал. La selva di Hermannstadt, либретто Феличе Романи). Сразу вслед за этим, однако, Фрази перебрался в Верчелли, где в 1827—1845 гг. был капельмейстером церкви Сан-Гауденцио, занимаясь преимущественно церковной музыкой. В 1845 г. Фрази был приглашён возглавить Миланскую консерваторию, однако его вовлечённость в революционные события 1848 года в Милане привела к его отставке в 1849 г.; ещё два года Фрази продолжал преподавать композицию в консерватории, а затем вернулся в Верчелли, где и провёл остаток жизни в должности органиста. Учениками Фрази были Антонио Каньони и Амилькаре Понкьелли, посвятивший его памяти Траурную элегию (1881), написанную к торжественному открытию бюста Фрази в Верчелли.
В композиторском наследии Фрази — Реквием, написанный в 1849 году на смерть короля Карла Альберта, и другие хоровые и органные сочинения религиозного характера, а также симфония, фортепианные пьесы.